# Онодера Сіхо
Онодера Сіхо (яп. 小野寺 志保; нар. 18 листопада 1973) — японська футболістка. Вона грала за збірну Японії.

## Клубна кар'єра
У 1989 році дебютувала в «Ніппон ТВ Белеза». 2014 року підписала контракт з клубом «Ямато Сильфід». Наприкінці сезону 2016 року вона завершила ігрову кар'єру.

## Виступи за збірну
У червні 1995 року, її викликали до національної збірної Японії на чемпіонат Азії 1995 року. На цьому турнірі, 22 вересня, вона дебютувала в збірній у поєдинку проти Південної Кореї. У складі японської збірної учасниця жіночого чемпіонату світу 1995 та 1999 та 2003 років та Літніх олімпійських ігор 1996 та Літніх олімпійських ігор 2004 року. З 1995 по 2004 рік зіграла 23 матчів в національній збірній.

## Статистика виступів
| Збірна Японії | Збірна Японії | Збірна Японії |
| Рік           | Матчі         | Голи          |
| ------------- | ------------- | ------------- |
| 1995          | 4             | 0             |
| 1996          | 4             | 0             |
| 1997          | 0             | 0             |
| 1998          | 2             | 0             |
| 1999          | 1             | 0             |
| 2000          | 2             | 0             |
| 2001          | 3             | 0             |
| 2002          | 2             | 0             |
| 2003          | 2             | 0             |
| 2004          | 3             | 0             |
| Загалом       | 23            | 0             |